# Giraudiella scirpicola
Giraudiella scirpicola är en tvåvingeart som beskrevs av Mamaeva 1964. Giraudiella scirpicola ingår i släktet Giraudiella och familjen gallmyggor. Inga underarter finns listade i Catalogue of Life.